# جوكا كوسكينين (موسيقي)
جوكا كوسكينين (بالفنلندية: Jukka Koskinen)‏ هو موسيقي فنلندي، ولد في 16 يوليو 1981 في ريهيماكي في فنلندا.

## وصلات خارجية
- جوكا كوسكينين على موقع ميوزك برينز (الإنجليزية)
- جوكا كوسكينين على موقع ديسكوغز (الإنجليزية)